# Horace Greeley

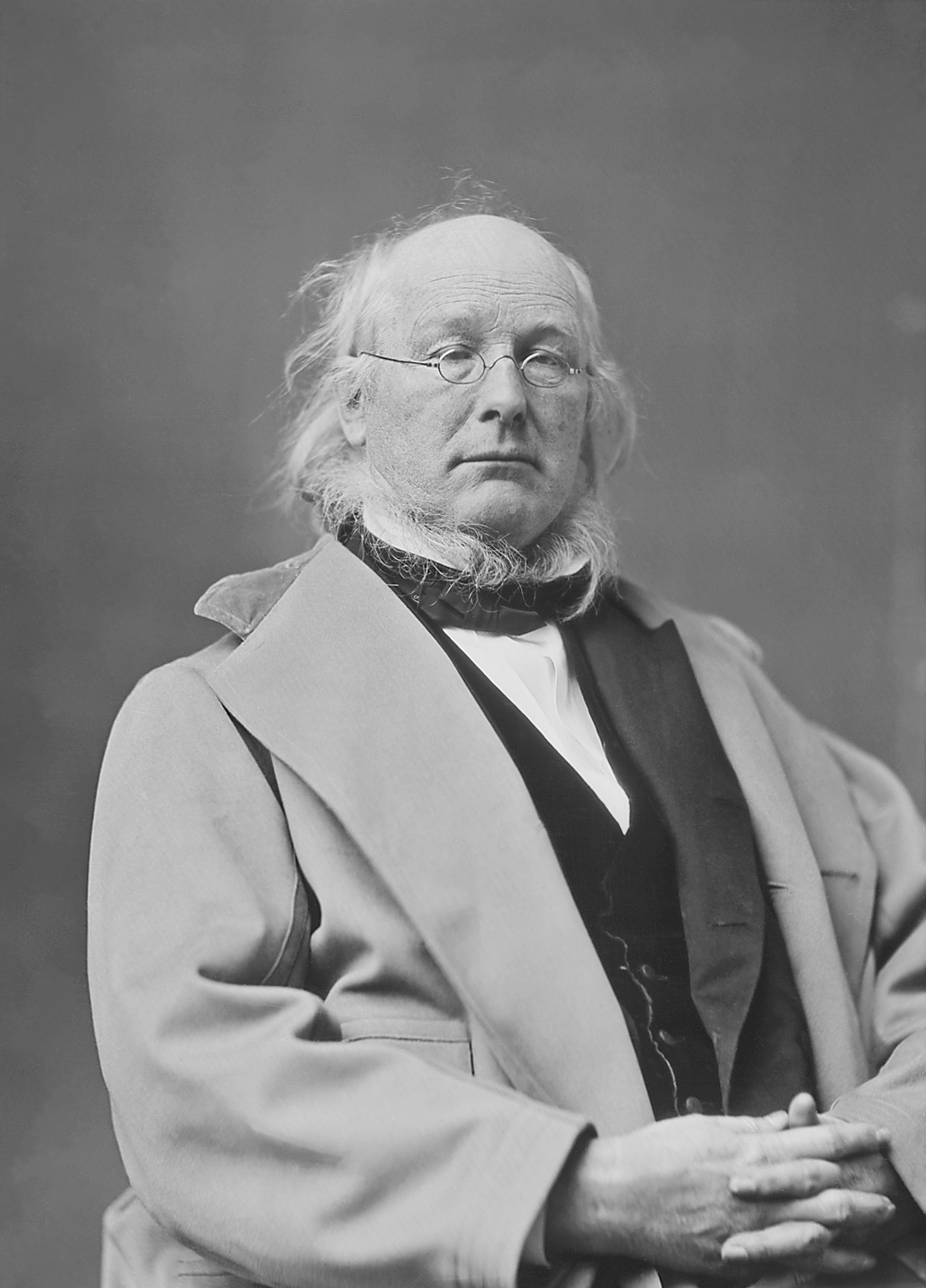
Horace Greeley (1811-1872)

Horace Greeley (Amherst, 3 februari 1811 – Pleasantville, 29 november 1872) was een Amerikaans journalist, krantenuitgever en politicus. 

## Levensloop

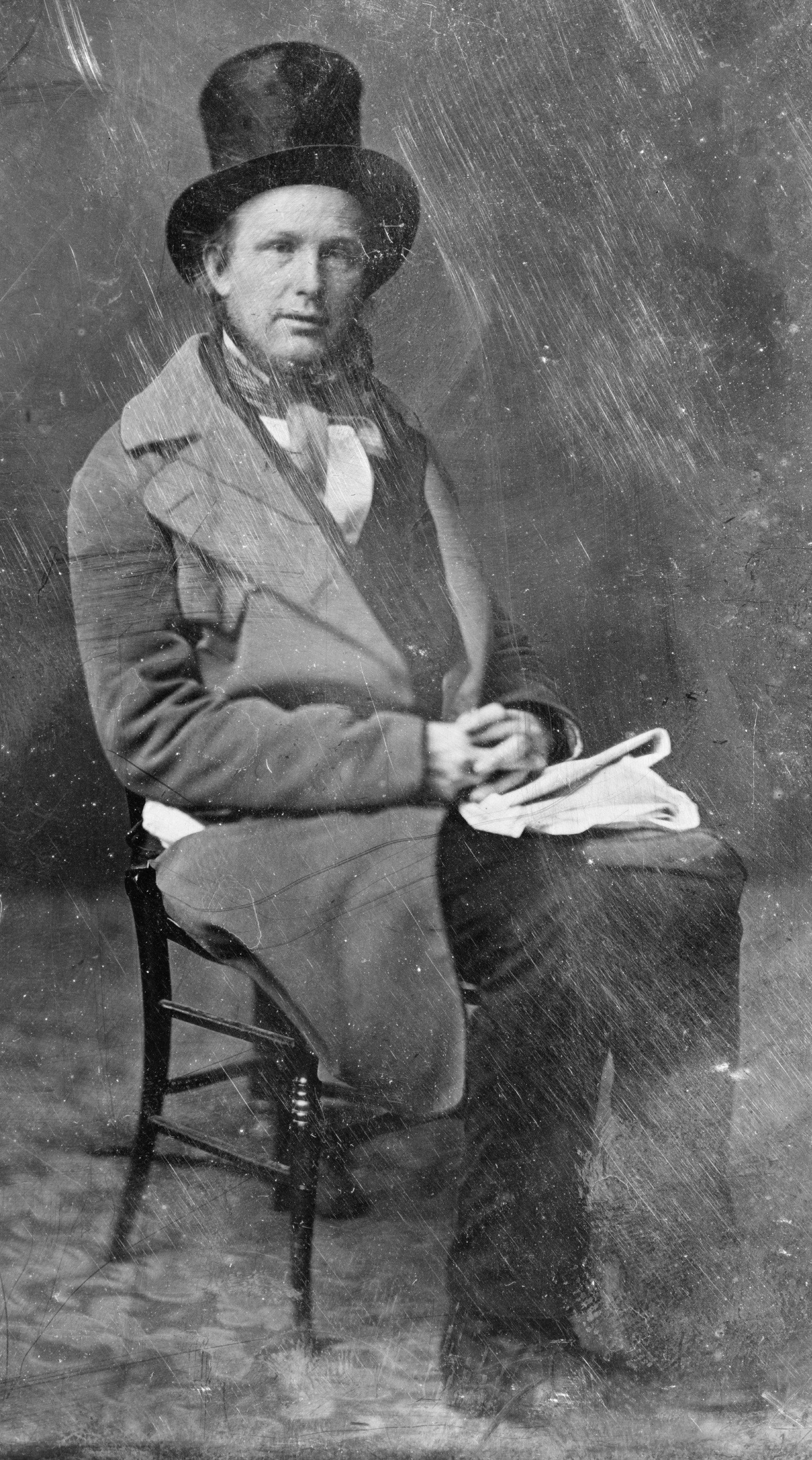
Foto van Greeley door Mathew Brady, genomen tussen 1844 en 1860

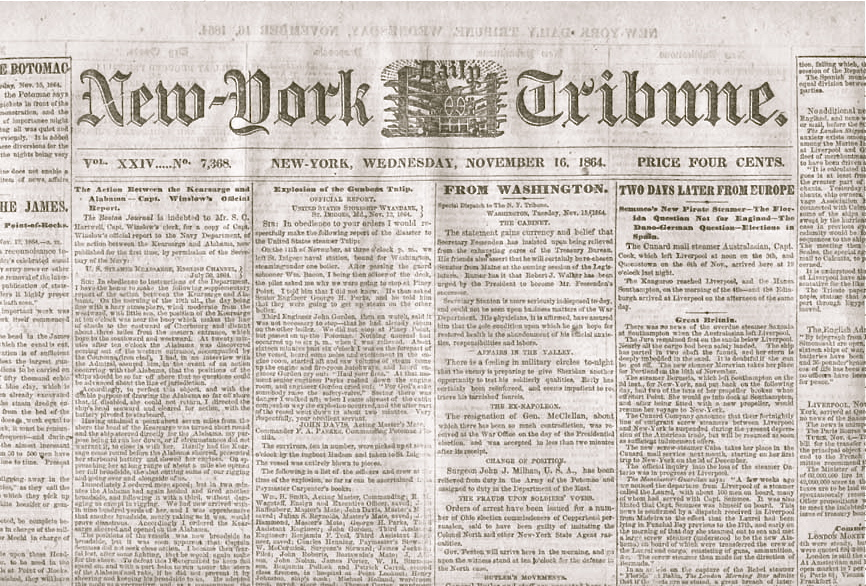
Voorpagina van de New-York Daily Tribune in 1864

Zijn krant de New York Tribune was in de periode 1840-1870 de meest gezaghebbende krant van het land. Greeley gebruikte de krant om de Whig Party en de Republikeinen te steunen. Greeley is het meest bekend om zijn sociaal gekleurde journalistiek. Hij wilde mensen overtuigen van zijn ideeën. Hij was ervan overtuigd dat de rol van een journalist eruit bestond mensen te overtuigen met goede argumenten en deed niet zoals de op sensatie beluste Joseph Pulitzer en anderen.
Hij kwam op tegen de slavernij en was in 1856 een der oprichters van de Republikeinse Partij. In augustus 1862 pleitte hij in het beroemd geworden hoofdartikel "The Prayer of Twenty Millions" voor de afschaffing van de slavernij. President Lincoln reageerde in een ingezonden artikel:"“If I could save the Union without freeing any slave, I would do it; and if I could save it by freeing all the slaves, I would do it; and if I could do it by freeing some and leaving others alone, I would also do that.”
Na 1868 streed Greeley tegen de corruptie onder president Ulysses S. Grant. Hij keerde zich af van de Republikeinen, ging in 1872 bij de radicale Liberal Republican Party en werd de kandidaat van deze partij bij de Amerikaanse presidentsverkiezingen van 1872. Hij kreeg zelfs de steun van de Democratische Partij maar verloor. Hij overleed enkele weken nadien.

## Publicaties
- The American Conflict: A History of the Great Rebellion in the United States of America, 1860–64 Vol. I (1864) Vol. II, 1866.
- The Science of Political Economy, While Serving To Explain and Defend The Policy of Protection to Home Industry, As a System of National Cooperation For True Elevation of Labor, 1870.
- Recollections of a Busy Life, 1868.

## Trivia
Horace Greeley werd opgevoerd in het Lucky Luke-stripalbum The Daily Star.
- Bibsys: 90110108
- Bibliothèque nationale de France: cb135969932 (data)
- Catàleg d'autoritats de noms i títols de Catalunya: 981061129632706706
- CiNii: DA03421821
- Gemeinsame Normdatei: 118697331
- International Standard Name Identifier: 0000 0001 2124 7238
- Library of Congress Control Number: n80045878
- National Archives and Records Administration: 18538481
- Nationale Bibliotheek van Tsjechië: xx0301010
- Nationale bibliotheek van Australië: 35146837
- Nationale Bibliotheek van Israël: 987007272466905171
- Nationale en Universitaire bibliotheek Zagreb: 000284534
- Nederlandse Thesaurus van Auteursnamen: 070514542
- SNAC: w61m016f
- Système universitaire de documentation: 052580709
- Trove: 841864
- Union List of Artist Names: 500524406
- Biographical Directory of the United States Congress: G000405
- Virtual International Authority File: 24772897
- WorldCat: E39PBJyGVmqyft3VtkWj4rdmh3